# Garrya corvorum
Garrya corvorum är en garryaväxtart som beskrevs av Paul Carpenter Standley och Julian Alfred Steyermark. Garrya corvorum ingår i släktet Garrya och familjen garryaväxter. Inga underarter finns listade.